# Gaspard Mermillod
Gaspard kardinal Mermillod, švicarski duhovnik, škof in kardinal, * 22. september 1824, Carouge, † 23. februar 1892.

## Življenjepis
14. junija 1847 je prejel duhovniško posvečenje.
22. septembra 1864 je bil imenovan za pomožnega škofa Lausanna et Genève in naslovnega škofa Hebrona. 25. septembra istega leta je prejel škofovsko posvečenje. 15. marca 1883 je postal polni škof in s tega položaja je odstopil 11. marca 1891.
23. junija 1890 je bil povzdignjen v kardinala in imenovan za kardinal-duhovnika S. Nereo ed Achilleo.